# Eremo dei Romiti di Monte Froppa
L'eremo dei Romiti di Monte Froppa sorge sull'omonimo colle a quota 1164 m, nel comune di Domegge di Cadore, e fu edificato negli anni 1720-1721. La costruzione della vicina chiesa, dedicata a San Giovanni Battista il Precursore e sul cui campanile era posta una campana donata dalla Comunità Cadorina, risale invece a quattro anni più tardi, nel 1724.
Le strutture religiose hanno ospitato alcuni frati terziari francescani, soprannominati "i romiti", fra il 1720 ed il 1810.
Fondatore dell'eremo fu il frate Giovanni Maria Pinazza, anche primo superiore della congregazione. La vita dei religiosi era definita nelle Costituzioni e Regole, una serie di disposizioni che scandirono e normarono le attività quotidiane fino al 20 aprile 1810 quando, per decreto napoleonico, la comunità fu soppressa e gli edifici completamente abbandonati.
Fra il 2007 e il 2008 l'eremo è stato oggetto di restauro da parte del Comune di Domegge per fini turistico-culturali, pur rispettando l'originaria vocazione del luogo.
Di tutto il complesso religioso è ancora in buono stato di conservazione un piccolo capitello ad un centinaio di metri dalla chiesa, il quale presenta gli unici affreschi che hanno resistito al logorio del tempo. In previsione c'è anche il recupero della chiesa stessa che, seppur completamente spoglia al suo interno, presenta i muri perimetrali ancora integri in quanto, tra la fine degli anni settanta e i primi anni ottanta, ne è stata rifatta la copertura.